# Rangikapiti Pa
Das Rangikapiti Pā ist eine Festungsruine der Māori mit großer historischer Bedeutung für den in der Gegend von Mangōnui und der Doubtless Bay im Far North District ansässigen Iwi (Stamm) Ngāti Kahu. Das Pā ist noch im relativ guten Zustand und ein Beispiel für die Pā-Formation mit weiten Terrassen, Gräben und Abhängen. An seinem Fuß befindet sich die Mill Bay im Naturhafen von Mangōnui in der Region Northland auf der Nordinsel Neuseelands. Man erreicht es leicht von der Westseite des Hafens von Mangōnui über die Mill Bay Road und die Rangikapiti Road zum Parkplatz der Rangikapiti Pā Historic Reserve.

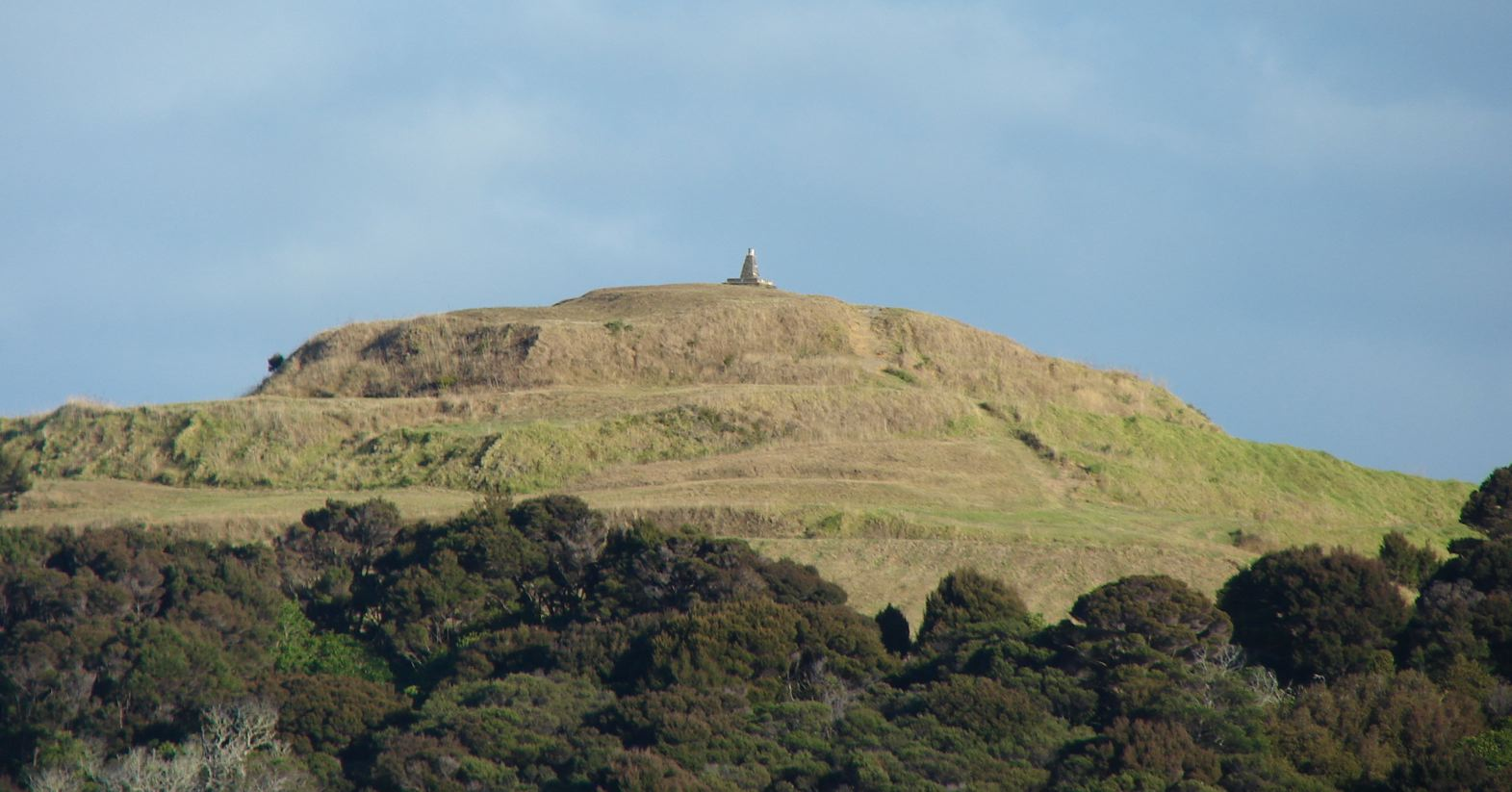
Rangikapiti Pā gesehen von der George Street in Mangōnui

## Geschichte
Vor dem Kontakt mit den Europäern war die Sprache der Māori schriftlos und geschichtliche Überlieferungen erfolgten mündlich.

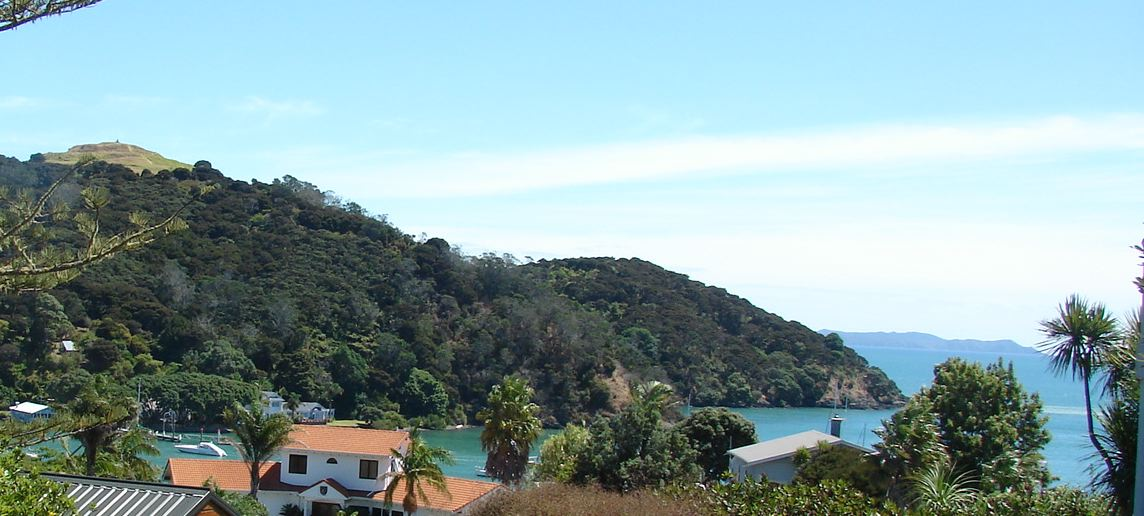
Rangikapiti Pā links oben und Eingang zum Mangōnui Harbour rechts unten

Die Überlieferung sagt, dass Kupe, der große polynesische Seefahrer und Entdecker bereits im Jahr 900 unserer Zeitrechnung den ersten polynesischen Kontakt mit Neuseeland machte. Dies geschah in seinem Waka Mamaru beim heutigen Ort Taipa am südlichen Rand der Doubtless Bay. Die Entdeckungsreisen Kupes führte viele Jahre später zur Einwanderung der Māori nach Neuseeland. Die Tradition der Ngāti Kahu überliefert weiter, dass viele Jahre später, etwa im Jahr 1350, ein Urahn und Häuptling dieses Stammes Moehuri mit seinem großen Einwanderungs-Waka Ruakaramea im Naturhafen von Mangōnui ankam. Der Hafeneingang ist etwas versteckt. Die Überlieferung sagt, dass ein großer Hai ihn mit seinem Waka in den sicheren Hafen hineinführte. Daher der Name Mango (Hai) nui (groß). Die Sage sagt weiter, dass das Waka Ruakaramea im Meer am Fuß des Rangikapiti Pā liegt, wo es zu Stein verwandelt wurde und bei Niedrigwasser gesehen werden kann. Moehuri entschied, dass am Hafeneingang ein Pā gebaut werde mit dem Namen seiner Frau, Rangikapiti. Jahre später, als die Kinder der Einwanderer bereits erwachsen waren, gab es ein Problem zwischen Moehuri und seinem Sohn Tukiato. Tukiato jagte und tötete den geschützten Hai, der seinen Vater nach Mangōnui geleitet hatte. Daraufhin wurden Tukiato und seine Komplizen aus der Gegend verbannt. Daraufhin baute Tukiato ein Pā weiter westlich, bedauerte seine frühere Tat und wurde ein respektiertes Mitglied seines Stammes.

## Kulturelle Bedeutung
Rangikapiti Pa hat höchsten Rang für die Tradition der Ngati Kahu und andere Iwi Northlands und für alle Neuseeländer bezüglich der frühen Geschichte des Landes.

## Heute

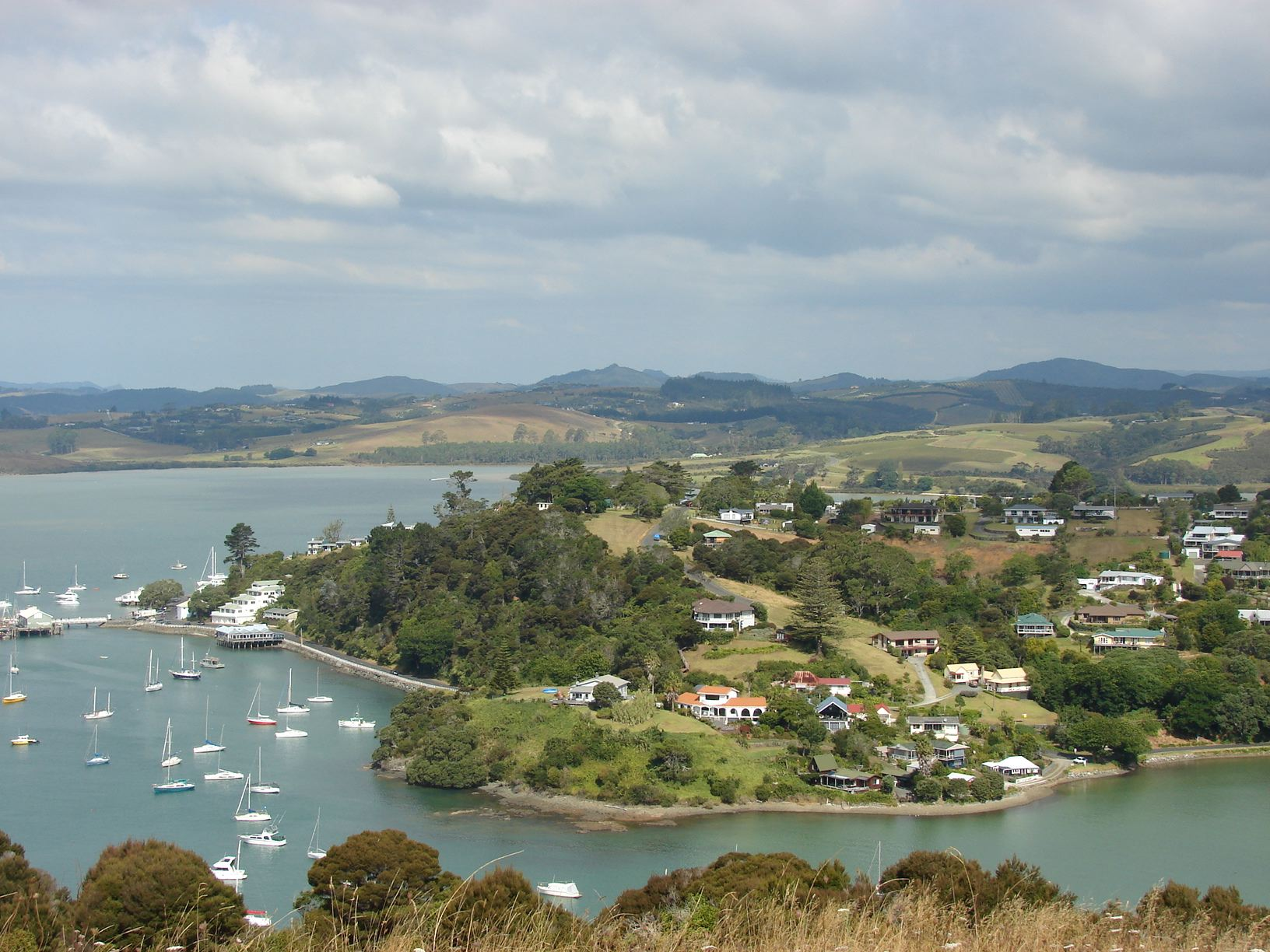
Mangōnui mit seinem Naturhafen, gesehen vom Rangikapiti Pā

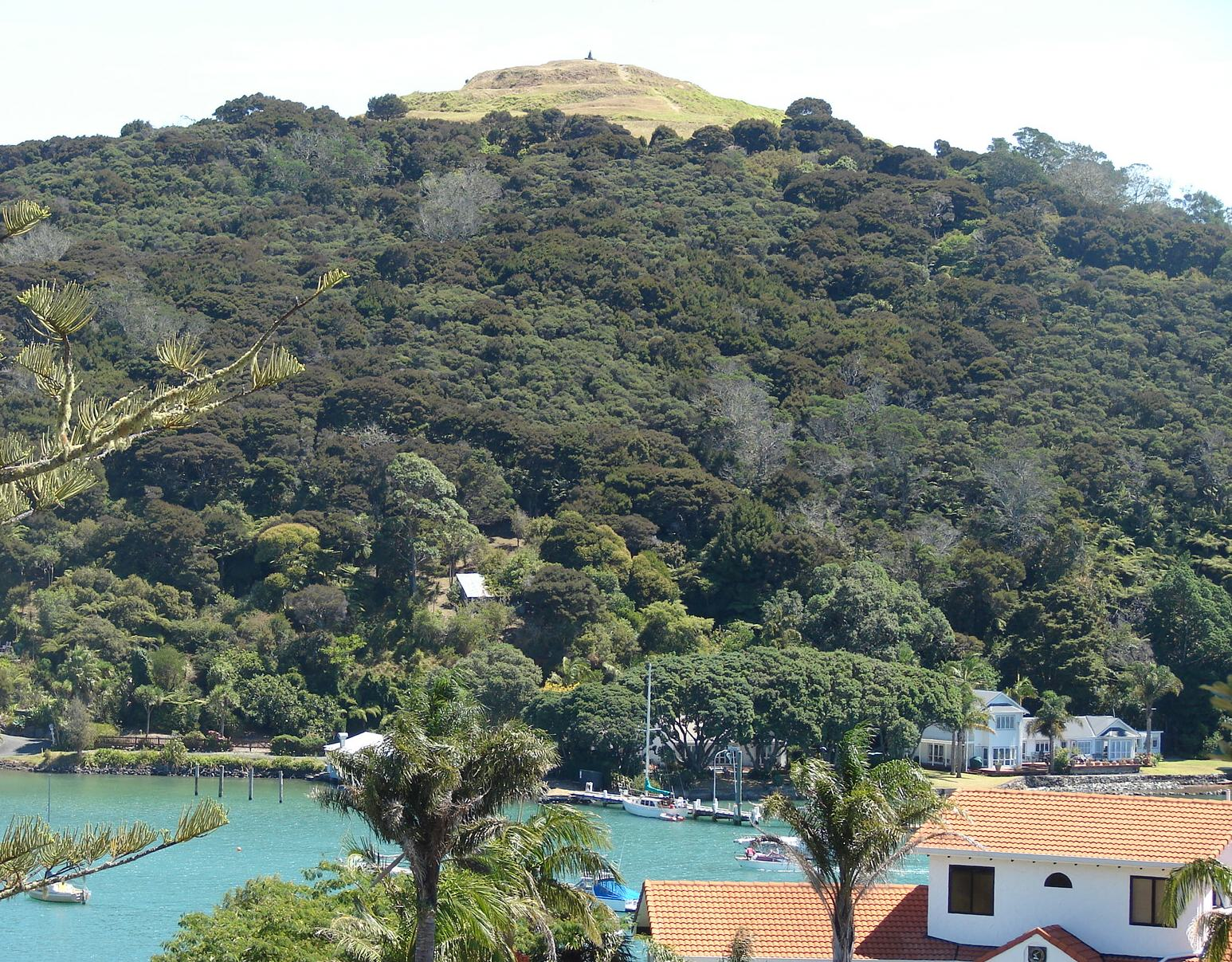
Rangikapiti Pā & Mangonui Yacht Club in der Mill Bay

1980 hat The Lands and Survey Department das Rangikapiti Pā als „Historic Reserve“ eingestuft wegen dessen wichtigen historischen und traditionellen Werten. Das Bauwerk wird laufend unterhalten und für Besucher sicherer gemacht. Die Verantwortung hierfür trägt derzeit das Department of Conservation.